# الفساد في أفغانستان
يعد الفساد في أفغانستان مشكلة متنامية وواسعة الانتشار في المجتمع الأفغاني. يصنف مؤشر مدركات الفساد الصادر عن منظمة الشفافية الدولية البلاد في المرتبة 177 من أصل 180 بلد.
أشارت مؤسسة آسيا في تقريرها لعام 2012 إلى أنه «يتم تمييز الفساد باستمرار على أنه مشكلة في استطلاعات رأي الأفغان».
كانت أحد أكبر قضايا الفساد مؤخرًا هي فضيحة مصرف كابول المالية بين عامي 2010-2013، التي تورط فيها محمود كرازي وآخرون مقربون من الرئيس حميد كرازي. تضمنت أزمة فضيحة مصرف كابول والمحاكمة تورط كل من شريخان فارنود وخليل الله فروزي، ومحمد فهيم ومطلعين آخرين يزعم أنهم أنفقوا مليار دولار أمريكي على أسلوب معيشتهم الشخصي الباذخ إضافة إلى إقراض المال من تحت الطاولة للعائلة والأصدقاء وأولئك المقربين من الرئيس حميد كرازي ومحمود كرازي. استعادت الحكومة اعتبارًا من أكتوبر، 2012، نحو 180 مليون دولار من أصل 980 مليون دولار من القروض المزورة.
أدرج استطلاع تابع للأمم المتحدة الفساد وانعدام الأمان على أنهما قضيتين من أكبر القضايا التي تهم الشعب الأفغاني اعتبارًا من عام 2021. كتبت صحيفة نيويورك تايمز أنه في أفغانستان «لم يعد بالإمكان وصف الفساد بأنه سرطان في النظام: إنه النظام نفسه». صرحت الوكالة الأمريكية للتنمية الدولية في عام 2009 أن الفساد في أفغانستان «أصبح منتشرًا ومتجذرًا ومنهجيًا وغير مسبوق بكل المقاييس من حيث النطاق والوصول».
قال الأفغانيون في استطلاع أجرته مؤسسة آسيا في عام 2012 أن الفساد كان «ثالث أكبر مشاكلهم (21%) بعد انعدام الأمان (35%) والبطالة (23%)». قالوا إن الفساد في عامي 2010 و2011 كان ثاني أهم أسباب شعورهم بالتشاؤم حول أفغانستان (16% في 2011 و27% في 2010). صنفوا الفساد الإداري في عام 2011 بأنه ثاني أهم فشل للحكومة (25%). اعتبر ذلك بمثابة تحسن مقارنة بعام 2010 عندما كان الرقم 30%.
يأخذ الفساد في أفغانستان حاليًا شكل طلب الرشاوي وعرضها، سواء كان في القطاع العام أو الخاص وعلى نطاق صغير وكبير. يوجد أيضًا عدة أشكال رئيسية أخرى للفساد، بما في ذلك المحسوبية والكسب غير المشروع ونقل الأراضي بطريقة غير قانونية. قدر المفتش العام الخاص الأمريكي لإعادة إعمار أفغانستان (سيغار) أن أكثر من نصف عائدات الجمارك السنوية تفقد بسبب الكسب غير المشروع.
أشار باراغ آر.دارمارافابو في مقالة له عام 2015 إلى أنه في الحين الذي تضاعف فيه الناتج الإجمالي المحلي في أفغانستان منذ عام 2002، فإن المجتمع ظل مليئًا بالفساد. كتب دارمارافابو قائلًا: «إن ما يبعث على القلق الشديد حول الفساد في أفغانستان ليس عدد أو قيمة الرشاوي التي تحدث؛ بل هي الطبيعة المستوطنة للفساد داخل حكومة أفغانستان». ذكر دارمافارابو أنه بشكل روتيني «يبتز ضباط الشرطة البضائع من أصحاب المحلات، ويفرضون ضرائب على المركبات عند نقاط التفتيش على الطرق السريعة ويفرضون الغرامات على الأفراد غير القادرين على تقديم وثائق هوية حقيقية». بعض الضباط «يغضون الطرف أو حتى يتآمرون مع المجرمين والمتمردين، بينما يتعاون مسؤولو الشرطة من المستوى العالي والمتوسط مع المجرمين في التهريب والخطف من أجل الحصول على فدية وغيرها من النشاطات غير القانونية، ويجمعون آلاف الدولارات من خلال هذه العملية». «سرق كبار مسؤولي الشرطة إلى جيوبهم ملايين الدولارات من المتبرعين الدوليين». أكثر أنواع الفساد شيوعًا في أفغانستان وفقًا لدارمافارابو هي:
- الرشوة الصغيرة- طلب الهدايا الصغيرة (بخشيش) مقابل معاملة خاصة أو خدمات.
- شراء الوظيفة- منح الفرص في قوى الشرطة أو القضاء أو الخدمات المدنية على أساس الرشاوي بدلًا من استحقاقها.
- المحسوبية/ الزبونية- منح المناصب بناء على شبكة العلاقات الشخصية أو شبكات القرابة بدلًا من الجدارة.
- عرض وطلب معاملة تفضيلية- يتضمن ذلك تقديم شكاوى لتسريع معالجة الوثائق التجارية أو الوصول إلى الأراضي التي تملكها الحكومة.
- الفساد الكبير- الفساد الذي يتضمن النخب السياسية على نطاق واسع.
- الكسب غير المشروع للشرطة الوطنية وفي تطبيق القانون.[6]

وفقًا للمكتب الأعلى للرقابة ومكافحة الفساد(هواك)، فقد تفشى الفساد في شمال البلاد، وبشكل خاص في ولاية بلخ المتاخمة لأوزباكستان، وهي دولة تعاني من مشاكل فساد مماثلة لها. أحد أسوأ مصادر الكسب غير المشروع هي انتزاع الأراضي بشكل غير قانوني. أوضح شمس الله جاويد، رئيس المكتب الأعلى للرقابة ومكافحة الفساد في المنطقة الشمالية، في مقابلة حصرية له مع وكالة بجواك للأخبار أنه «يوجد في بلخ ثلاثة أنواع من التعدي على الأرض: الأول هو إدارة حكومية تستولي على ممتلكات إدارة حكومية أخرى، والثاني قوات الأمن تستولي على أرض حكومية والثالثة أفراد يستولون بشكل غير مشروع على أراضي الناس. «كشف أن 52 مخطط سكني من أصل 60 في بلخ نفذت بشكل غير شرعي». «موظفون حكوميون من أعلى إلى أسفل متورطون في هذه الكارثة.. وبعض الناس الذين ستتضرر مصالحهم من التحقيق في قضايا الفساد يسببون لنا المشاكل».
بذلت المحققة الصحفية سيبيل إدموند، بصفتها صحفية ومبلغة عن المخالفات، جهودًا لزيادة الوعي في أفغانستان حول الفساد والهدر والاحتيال وسوء المعاملة والمفاسد المتضمنة مليارات الدولارات من أموال دافعي الضرائب المفقودة بسبب الفساد ومسؤولي الفساد في أفغانستان بعد تدخل الولايات المتحدة.
قال الجنرال جون آر.آلين أمام اللجنة الفرعية للعلاقات الخارجية في مجلس الشيوخ في عام 2014 «إن التحدي الأكبر أمام مستقبل أفغانستان ليس طالبان أو كونها مأوى آمن للباكستانيين أو حتى باكستان العدائية التي ماتزال في بدايتها». «التهديد الوجودي لبقاء أفغانستان الحديثة على المدى الطويل هو الفساد». «صرح أن التمرد وشبكات المحسوبية الإجرامية وتجار المخدرات قد شكلا تحالفًا شيطانيًا».